# Ђуро Дукановић
Ђуро Дукановић (Велика Лудина 24. април 1902 — Загреб, 1. април 1945) бивши је југословенски и хрватски бициклистички репрезентативац, специјалиста за друмски бициклизам.
Учествовао је на Летњим олимпијским играма 1924. у Паризу и такмичио се поједниначно и екипно у друмској трци. У појединачној трци на 188 км био је 35..Резултати појединачне трке рачунали су се и за екипну конкуренцију. Екипа се такмичила у саставу: Ђуро Дукановић, Јосип Косматин, Коломан Совић и Милан Трубан. Трку су завршили на 10. месту.. Учествовале су 22 репрезентације.
Дукановић је троструки узастопни победник првенства Југославије у друмској вожњи:1922, 1923. и 1924.